# スイス国鉄Tem II形機関車

Tem^{II} 276号機、外観はベースとなったTe^{II} 276-798形とほぼ同一

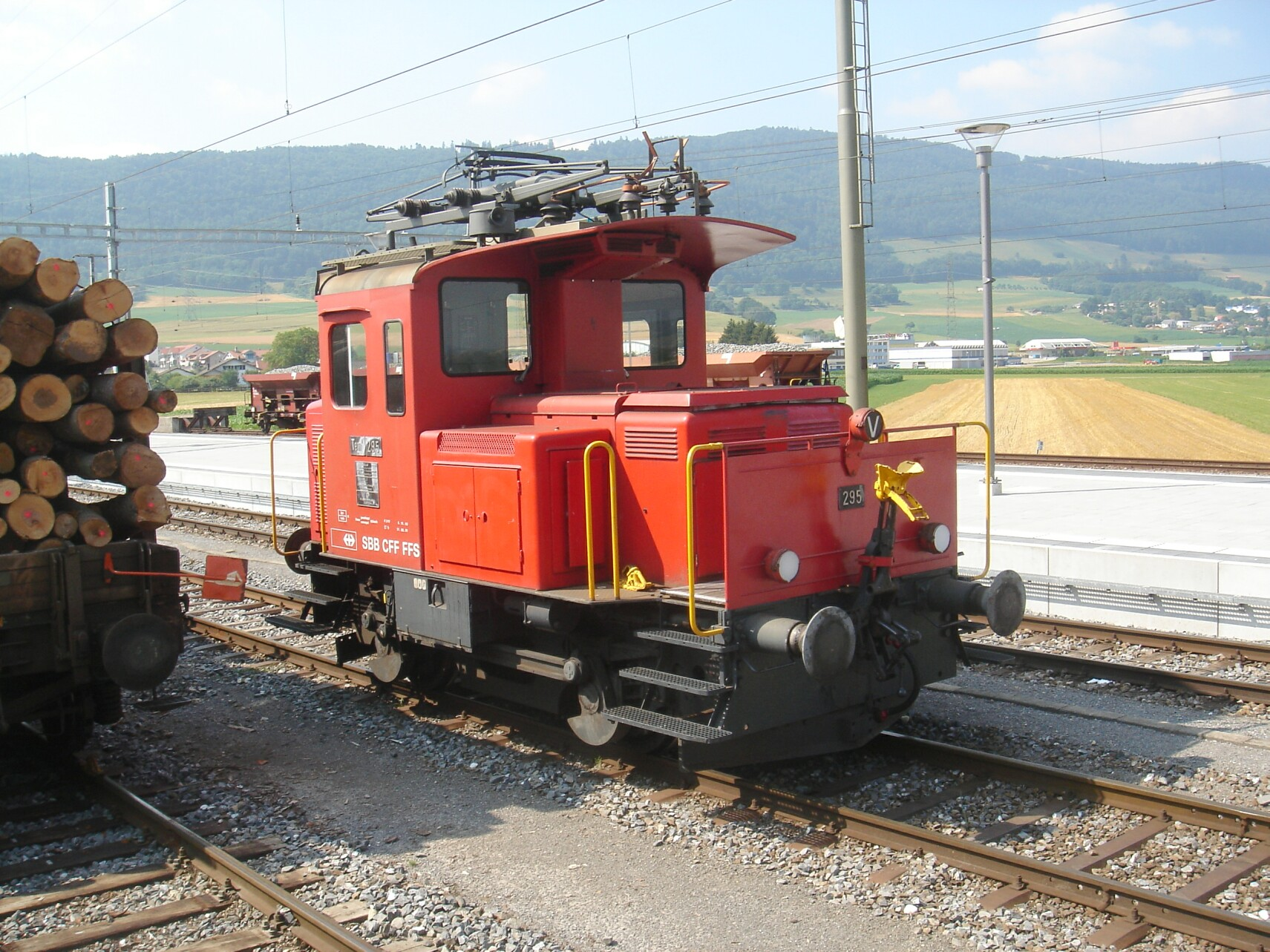
Tem^{II} 295号機、2006年

スイス国鉄TemII形機関車(スイスこくてつTemIIがたきかんしゃ)は、スイスのスイス連邦鉄道（SBB: Schweizerische Bundesbahnen 、スイス国鉄）で使用される入換用電気/ディーゼル兼用機関車である。

## 概要
スイスの国鉄では、1919年のベルン - トゥーン間から交流15 kV·16 2/3 Hzでの電化が本格的に始まり、1920年代には主要幹線について急速に電化が進んだ。主要駅における入換用の機関車についても、駅や操車場構内の電化の進展に伴い、1920-30年代以降入換用の機関車にも電気機関車が導入され始めた。入換用の電気機関車であるEe3/4形やEe3/3形と並行して、より小型で、機関士ではなく入換要員が運転操作をする「入換用トラクター」に分類されるTeI形、TeII形、TeIII形機関車が導入されていた。入換用トラクターでは他のスイス機関車と異なり、I、II、III等の分類は形式別ではなく定格出力の分類に使用され、電気機関車ではTeI形は90 kW級、TeII形は120 - 140 kW級、TeIII形は250 kW級の三機種が用意されていた。経済性の面からは、入換作業量の大きい場合には電気トラクターのほうが有利であるとされていた。その一方で、電化区間と非電化区間が混在した入換作業量の多い駅では、電気とディーゼル機関のハイブリッド方式が最も経済的に有利であるとも考えられていた。それによりTeI形をベースに、非電化区間では電気式ディーゼル機関車として使用できるよう、ディーゼル発電機を搭載して電気/ディーゼル兼用機関車としたTemIが1950-57年に25機が導入されていた。
その後1960年代半ば以降、入換用電気トラクターにはより近代的なTeIII 139-179形およびTeII 61-97形が導入されるようになり、電気/ディーゼル兼用トラクターとしてはTeII 61-97形をベースにディーゼル発電機を載-したTemII形が導入されることとなった。本形式は基本構造はTeII 61-97形と同一のまま、車体、機械部分はTuchschmidおよびSLM、電機部分、主電動機はMFO、主機はSaurerがそれぞれ製造を担当した。電化区間では低圧タップ切換制御、非電化区間では電気式ディーゼル機関車として最大牽引力33 kNを発揮する小形機であり、1967年の1月13日から11月16日の間に276 - 298号機の25機が導入されている。製造年、機番、製造所は以下のとおりである。
- 1967年 - TemII 276-298 - Tuchschmid/SLM/MFO/Saurer

## 仕様

### 車体
- 車体は厚板鋼板組立式の板台枠上の後位側に運転室を載せ、前位側を主変圧器、電動空気圧縮機等を格納したボンネット、両車体端部をデッキとしたTeII 61-97形の基本的な形態をベースとして、後位側の運転室前部にディーゼル発電機を格納したボンネットを設置してデッキを無くし、乗降ステップのみを残したものとなっている。
- 運転室屋根は庇が前後に大きく張出したもので、運転室上部に大形のパンタグラフを1基を、その前位側の庇部に過電流保護用のフューズを搭載している。
- 運転室は切妻のシンプルなもので、ベースとなったTeII 61-97形では後位側妻面デッキ部に乗務員室扉が設置されていたが、本形式ではこの位置にディーゼル発電機のボンネットを搭載しているため、乗務員室扉は左側面に設置されている。運転室正面にはほぼ正方形の窓が2箇所設置され、運転室内に設置されたタップ切換器をハンドルで直接操作することで運転操作を行う。前位側ボンネットは側面がルーバーとなったもので、内部中央に主変圧器が、前端部に電動空気圧縮機や空気タンク等が設置され運転室妻面中央に主変圧器および主電動機冷却気の導入ダクトが設置され、後位側のものには発電用のディーゼルエンジンと発電機のセットを枕木方向に設置しており、運転室妻面中央に排気管が立ちあげられて消音器が設置されている。
- 機体前端のデッキ端部と後位側の元デッキ部への昇降ステップには手すりが設けられ、前位側はデッキ端部フェンスの下部の、後位側はボンネットの左右2箇所と上部中央に1箇所の前照灯が設置され、後位側はている。また、連結器は台枠取付のねじ式連結器で、緩衝器が左右に、フックとリンクが中央に設置されている。
- 塗装
  - 製造時は車体は赤茶色、屋根および屋根上機器、デッキや床下周りがダークグレー、手すり類が黄色の塗装で運転室側面に機番のレタリングが黄色で入るものであった。
  - その後1980年代後半には新しいスイス国鉄の標準塗装に変更され、車体が赤で運転室横に"SBB"、"CFF"もしくは"FFS"のロゴとスイス国旗と矢印をデザインしたスイス国鉄のマーク、その下部に形式名と機番がそれぞれ白で入るものとなったが、早期に廃車された、280、281、289、290、297号機のほか、現在でも285、298号機が旧塗装のままとなっている。

### 走行機器
- 電気走行時の制御方式は低圧タップ切換制御で、運転室内に設置されたタップ切換器を直接手動で操作することで主電動機電圧を制御することで運転操作を行い、主変圧器は油冷式のものをボンネット内中央に設置している。
- ディーゼル走行時には主機であるSaurer製のC615型4サイクル直列6気筒ディーゼルエンジンと発電機で電力を発生させ、主電動機電圧を制御することで運転操作を行う。
- 主電動機は1時間定格出力120 kWのMFO製交流整流子電動機を1台搭載し、ディーゼル走行時には直流直巻整流子電動機として使用する方式であり、電気走行時には1時間定格出力120 kW、最大牽引力33 kNの性能を、ディーゼル走行時には1時間定格牽引力60 kW、最大牽引力33 kNの性能を発揮する。
- 台枠は板台枠で動輪2軸は軸距2800 mmで直径950 mmのスポーク車輪、枕ばねは重ね板ばねである。
- 主電動機は前位側の動輪内側に吊り掛け式に装荷されて1段減速で動力を伝達し、後位側の動輪にはサイドロッドで動力が伝達される。また、主電動機は送風機からダクトで送られた冷却気により強制冷却される。
- ブレーキ装置は空気ブレーキと手ブレーキを装備しており、基礎ブレーキ装置として前後の動輪に踏面ブレーキが設置されている。

### 主要諸元
- 軌間：1435 mm
- 電気方式：AC 15 kV 16.7 Hz 架空線式
- 最大寸法：全長6700 mm
- 固定軸距：2800 mm
- 動輪径：950 mm
- 自重：26 t
- 走行装置
  - 主制御装置：低圧タップ切換制御およびディーゼルエンジンによる電気式
  - 主電動機：交流整流子電動機×1台（1時間定格出力：120 kW）
  - 主機：Saurer製4サイクル直列6気筒C615Dディーゼルエンジン×1台（定格出力：85 kW）
- 動輪周上出力
  - 電気走行時：120 kW（1時間定格）
  - ディーゼル走行時：60 kW（1時間定格）
- 牽引力：33 kN（最大）
- 最高速度：60 km/h（自走）
- ブレーキ装置：手ブレーキ、空気ブレーキ
- 燃料タンク容量：120 L

## 運行・廃車
- 製造後はスイス全国の主要駅のうち、非電化区間のある駅を中心に配置されて運用されている。なお、トラクターに分類される本機は本線の機関士ではなく駅の入換要員が運転操作を行っている。
- 老朽化の進行などの理由により、2005年に1機、2006年に11機が廃車さるなど本格的に廃車が進み、現在では8機が残存している。なお、廃車後は276号機がSIKA Dudingenに、279号機がZKMLに、288号機がジュラ州の鉄道車両保存・運行団体のCTVJ[6]に、292号機がスイス西部トラヴェールの鉄道車両保存・運行団体であるRVT-Historic[7]に、295号機がCOOP LCｄFに、296号機がLista Erlenに譲渡されて使用されているほか、277、281、285号機がスイス国鉄の歴史的車両保存部門であるSBB Histiric[8]に譲渡されてオルテン、ラッパースヴィル、ロールシャッハに配置されている。
- 2010年時点ではスイス国鉄の貨物に以下の通り配置されている。
  - 貨物部門（SBBカーゴ）
    - 277 - ザンクト・ガレン
    - 278 - チューリッヒ
    - 279 - ザンクト・ガレン
    - 284 - 予備
    - 286 - ザンクト・ガレン
    - 291 - キアッソ
    - 292 - チューリッヒ
    - 298 - ビール/ビエンヌ